# Kurt Heuser (Komponist, 1901)
Kurt Heuser (* 5. Juni 1901 in Berlin; † 6. Februar 1965 ebenda) war ein deutscher Theaterkapellmeister und Komponist, der in den Nachkriegsjahren hunderte Bühnenmusiken für Berliner Spielstätten schuf.

## Leben und Wirken
Kurt Heuser, der vom Vater aus Ingenieur hätte werden sollen, absolvierte ein Musikstudium und verdiente danach sein Geld als Pianist. Anschließend trat er eine Stelle als Korrepetitor an. Schon zu dieser Zeit komponierte er nebenher. Heinz Hilpert holte Heuser als sein Mitarbeiter ans Deutsche Theater in Berlin. Heuser qualifizierte sich für weitere Aufgaben, zum Beispiel an der alten Volksbühne und am Hebbel-Theater, wo er als musikalischer Leiter wirkte. Hilpert und dem Deutschen Theater blieb er bis zur kriegsbedingten Schließung verbunden. Ab 1951 war er wieder Bestandteil des Berliner Theaterlebens. Am neuerbauten Schiller-Theater in Berlin-Charlottenburg „hat Heuser als Komponist und Dirigent fast allen Aufführungen wesentliche künstlerische Impulse gegeben“.
Wie in seinen Anfangsjahren hatte er keinen immer gleichen Stil, sondern passte seine Musikbeiträge und dramatischen Geräuschkulissen dem jeweiligen Stück beziehungsweise den jeweiligen beabsichtigten szenischen Wirkungen an.
Im Juni 1954 vollendete er ein eigenes größeres Werk, die Musikkomödie Das Fest in Coqueville nach einer Novelle von Émile Zola. Von 1957 bis 1958 gab das Schiller-Theater Fritz Kortners aufsehenerregende Hamlet-Inszenierung, die Heuser musikalisch abrundete, wie er dies bereits bei einer anderen Inszenierung des Shakespeare-Dramas 1943, nämlich jener an der Volksbühne – Theater am Horst-Wessel-Platz unter der Regie von Eugen Klöpfer, getan hatte. Heusers akustischer Hamlet-Input wurde in der Presse als „schrille dissonanzenreiche“, als mal „grelle“, mal „sanfte“, als „packend[e]“, als „drastisch, motivisch eingesetzt[e]“ und als „aussagekräftige Bühnenmusik“ charakterisiert. E. G. Schäfer schrieb: „Am Ende […] erklingt ein Fortissimo, das das blutige Finale Shakespeares in eine Orgie verwandelt. Es ist nicht Lärm, der das bewirkt. Es stinkt förmlich nach vergiftetem Blut. Man glaubt das Aufreißen des Fleisches und das Splittern der Knochen zu hören, wenn ein Raubtier seine Zähne in das Opfer schlägt.“
Außer Bühnenmusiken komponierte Heuser Film-, Hörspiel- und Fernsehmusiken. Er starb 1965 an den Folgen einer Operation.